# Mikel San José
Mikel San José Domínguez, född 30 maj 1989 i Pamplona, är en spansk före detta professionell fotbollsspelare (försvarare).

## Klubblagskarriär
San José slog igenom i Athletic Bilbaos ungdomslag där han spelade 27 matcher och gjorde 5 mål säsongen 2006-2007. Han hann aldrig debutera för klubbens A-lag innan Liverpools manager Rafael Benítez betalade 270 000 pund för honom sommaren 2007. I Liverpool hade han svårt att slå sig in i förstalaget och spelade i reservlaget säsongerna 2007-2008 och 2008-2009. I februari 2008 togs han för första gången ut i matchtruppen när han satt på bänken i en ligamatch mot Chelsea. Utöver detta blev hans enda framträdanden med A-laget några träningsmatcher sommaren 2009. Istället lånades han ut till Athletic Bilbao hela säsongen 2009-2010 där han blev ordinarie.  Sommaren 2010 utnyttjade Bilbao en klausul i lånekontraktet som sade att de fick köpa loss San José för 3 miljoner euro. Han skrev på ett femårskontrakt med klubben i slutet av maj samma år.
Den 21 september 2020 värvades San José av Birmingham City, där han skrev på ett tvåårskontrakt.

## Landslagskarriär
Mellan 2007 och 2008 spelade San José 16 landskamper för det spanska U19-landslaget och var bland annat med och vann U19-EM 2007. Han debuterade i det spanska U21-landslaget i februari 2009. Han debuterade för Spaniens landslag den 4 september 2014 i en 1–0 bortaförlust mot Frankrike.